# 35-я легкотанковая бригада

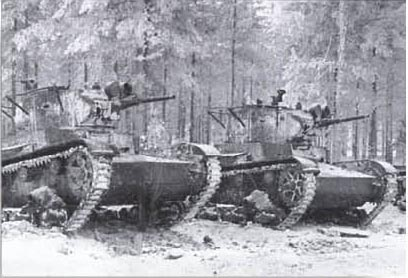
На карельском перешейке. Взвод танков 35-й легкотанковой бригады развернутым фронтом идет в атаку

35-я легкотанковая Краснознамённая бригада — формирование (соединение, танковая бригада) АБТВ РККА, участвовавшее Советско-финской войне.
Сокращённое наименование — 35 лтбр.

## История
1 августа 1931 года Совет Труда и Обороны Союза ССР принял «Большую танковую программу», в которой говорилось, что достижения в сфере танкостроения Союза ССР создали прочные предпосылки к коренному изменению общей оперативно-тактической доктрины по применению танков для защиты Советского Союза, и потребовали решительных организационных изменений автобронетанковых войск РККА в сторону создания высших механизированных соединений, способных самостоятельно решать оперативно-тактической задачи как на полях сражений, так и на всей оперативной глубине современного боевого фронта.
В апреле 1932 года Комиссия Обороны при СНК Союза ССР по докладу Реввоенсовета приняла постановление по сформированию в РККА механизированных корпусов.
В 1935 году, в Ленинградском военном округе (ЛВО), была сформирована 11-я отдельная механизированная бригада (11 омехбр) на танках Т-26, с дислокацией город Порхов.
Это была первая механизированная бригада РККА, получившая на вооружение танки БТ-2 и БТ-5.
В 1937 году был принят 3-й пятилетний план развития и реконструкции РККА на 1938—1942 годы, в котором предусматривалось легкотанковые бригады (в том числе и в составе танковых корпусов) перевести на новую организационно-штатную структуру в составе:
- управление;
- четыре отдельных танковых батальона, по 54 основных и 6 артиллерийских танков в каждом;
- отдельный разведывательный батальон;
- отдельный моторизованный стрелковый батальон;
- формирования обеспечения.

В 1938 году 11-я отдельная механизированная бригада была переведена на новый штат и получила новое наименование — 11-я отдельная танковая бригада, с местом дислокации Петергоф Ленинградского военного округа. В началу осени 1939 года 11-ю отдельную танковую бригаду преобразовали в 35-ю лёгкотанковую бригаду и передислоцировали на Карельский перешеек.
Период вхождения в действующую армию: 30 ноября 1939 года — 13 марта 1940 года.
В Зимней войне соединение действовало в направлении на Кивиниеми, а затем было переброшено в район Хоттинен. До конца декабря 1939 года танковые части, неся большие потери, атаковали противника, поддерживая 123-ю и 138-ю стрелковые дивизии, а затем соединение было выведено в резерв.
К началу прорыва главной полосы обороны линии Маннергейма, отдельные танковые батальоны 35 лтбр были приданы 100-й, 113-й и 123-й стрелковым дивизиям.

26 февраля 112-й танковый батальон с частями 123-й стрелковой дивизии вышел в район Хонканиеми, где противник оказывал упорное сопротивление, неоднократно переходя в контратаки. Тут подбито два танка «Рено» и шесть «Виккерсов», из них 1 «Рено» и 3 «Виккерса» эвакуированы и сданы в штаб 7-й армии.— Журнал боевых действий 35-й легкотанковой бригады
21 марта 1940 года за мужество и героизм личного состава формирование награждено орденом Красного Знамени и стало именоваться 35-й Краснознамённой легкотанковой бригадой.
В июле 1940 года 35-я Краснознамённая легкотанковая бригада вошла в состав ЛВО, с дислокацией в посёлке Хейнъйоки Ленинградской области.
В конце 1940 года из ЛенВО бригада была передислоцирована в состав Киевского ОВО, в район города Бердичев. Весной 1941 года 35-я Краснознамённая бригада была обращена на сформирование 43-й танковой дивизии 19-го механизированного корпуса КОВО.

## Состав
11-я механизированная бригада, 1935 год
- управление;
- 1-й отдельный танковый батальон;
- 2-й отдельный танковый батальон;
- 3-й отдельный танковый батальон;
- 11-й отдельный учебный танковый батальон;
- 11-й отдельный стрелковый батальон;
- 11-й отдельный разведывательный батальон;
- 11-я отдельная рота связи;
- 11-й отдельный ремонтно-восстановительный батальон;
- 11-я отдельная автотранспортная рота;
- 11-й отдельный батальон боевого обеспечения.

35-я легкотанковая бригада, к 30 ноября 1939 года
- управление;
- 105-й отдельный танковый батальон (командир — майор Вениамин Александрович Бунтман-Дорошкевич);
- 108-й отдельный танковый батальон (командир — майор Ширяев);
- 111-й отдельный танковый батальон (11.1939 передан в 8-ю армию)[8];
- 112-й отдельный танковый батальон (командир — майор Калядин (ранен, умер от ран 10.01.1940), после него — майор Вахрушев, комиссар — старший политрук Кулагин);
- 230-й отдельный разведывательный батальон;
- 37-я отдельная рота боевого обеспечения (командир — воентехник 1-го ранга Леонтьев, комиссар — старший политрук Сирота);
- 61-я сапёрная рота[9].

В составе 35 лтбр:
- личный состав — 2 716 человек;
- основное вооружение и техника — 146 танков (основных (Т-26) и специальных (ХТ-26, СТ-26), один тягач «Коминтерн», 20 бронеавтомобилей (БА-10, БА-20)), 31 легковая, 403 грузовых и 124 специальных автомобиля, 9 тракторов[10].

## Командование бригады

### Командиры бригады
11-я механизированная бригада
- ? (??.??.1935 — ??.??.193?);
- Романенко, Прокофий Логвинович (??.04.1937 — ??.??.193?), полковник[11];

11-я отдельная танковая бригада
- Кашуба, Владимир Несторович (??.??.1938 — ??.??.1939), полковник;

35-я легкотанковая бригада
- Кашуба Владимир Несторович (??.??.1939 — 17.12.1939), полковник (тяжело ранен);
- Аникушкин, Фёдор Георгиевич (18.12.1939 — 07.01.1940), полковник (ВРИД);
- Огурцов, Сергей Яковлевич (07.01.1940 — 27.04.1940), полковник, с 21.03.1940 комбриг[12];
- Аникушкин, Фёдор Георгиевич (27.04.1940 — 31.05.1940), полковник[13];
- Бунин Леонид Васильевич (20.07.1940 — 10.03.1941), полковник[14].

### Военные комиссары бригады
11-я механизированная бригада
- Романенко Прокофий Логвинович (??.04.1937 — ??.??.1937), полковник[11];
- Сусайков, Иван Захарович (10.08.1937 — 17.05.1938), батальонный комиссар[15];
- Попель, Николай Кириллович (на 25.06.1938), батальонный комиссар;

35-я легкотанковая бригада
- Ярош, Абрам Ефимович (31.12.1939 — 04.05.1940), полковой комиссар[16];

### Начальники штаба бригады
11-я механизированная бригада
- Конончук, Александр Васильевич (??.??.19?? — 02.08.1937), полковник[17];

35-я лёгкотанковая бригада
- Аникушкин, Фёдор Георгиевич (??.11.1939 — 06.04.1940), полковник;
- Ротмистров, Павел Алексеевич (07.04.1940 — 05.1940), подполковник;
- Бунтман-Дорошкевич, Вениамин Александрович (14.05.1940 — 11.03.1941), майор, с 20.11.1940 подполковник.

## Отличившиеся воины
| Награда | Ф. И.О                         | Должность                                                                 | Звание                   | Дата награждения | Примечания |
| ------- | ------------------------------ | ------------------------------------------------------------------------- | ------------------------ | ---------------- | ---------- |
|         | Архипов, Василий Сергеевич     | командир роты 112-го отдельного танкового батальона                       | Капитан                  | 21.03.1940       |            |
|         | Дерюгин, Алексей Васильевич    | командир танка 108-го отдельного танкового батальона                      |                          | 21.03.1940       |            |
|         | Диденко, Даниил Григорьевич    | командир танка 108-го отдельного танкового батальона                      |                          | 21.03.1940       |            |
|         | Кашуба, Владимир Несторович    | командир бригады                                                          | Полковник                | 15.01.1940       |            |
|         | Кирьянов, Павел Николаевич     | командир танкового взвода 37-й отдельной роты боевого обеспечения         | Лейтенант танковых войск | 21.03.1940       |            |
|         | Кривой, Евгений Андреевич      | башенный стрелок 108-го отдельного танкового батальона                    | Красноармеец             | 21.03.1940       |            |
|         | Кротов, Фёдор Фёдорович        | механик-водитель 37-й отдельной роты боевого обеспечения                  | младший командир         | 21.03.1940       |            |
|         | Крысюк, Арсений Петрович       | механик-водитель 108-го отдельного танкового батальона                    | Отделённый командир      | 21.03.1940       |            |
|         | Кулабухов, Валентин Фёдорович  | командир танковой роты 112-го отдельного танкового батальона              | Старший лейтенант        | 21.03.1940       |            |
|         | Павлов, Фёдор Павлович         | командир танка 37-й отдельной роты боевого обеспечения                    | младший командир         | 21.03.1940       |            |
|         | Старков, Георгий Вениаминович  | командир танковой роты 112-го отдельного танкового батальона              | Старший лейтенант        | 21.03.1940       |            |
|         | Тараканов, Александр Яковлевич | командир взвода химических танков 37-й отдельной роты боевого обеспечения | Младший лейтенант        | 21.03.1940       |            |
|         | Хапров, Иван Васильевич        | башенный стрелок-радист 112-го отдельного танкового батальона             | Красноармеец             | 21.03.1940       |            |
|         | Юрченко, Пётр Фомич            | командир взвода 108-го отдельного танкового батальона                     | Лейтенант танковых войск | 21.03.1940       |            |

## Награды и почётные наименования
| Награда (наименование) | Дата награждения                                                          | За что награждена |
| ---------------------- | ------------------------------------------------------------------------- | --- |
| Орден Красного Знамени | награждена указом Президиума Верховного Совета СССР от 21 марта 1940 года | за образцовое выполнение боевых заданий командования на фронте борьбы с финской белогвардейщиной и проявленные при этом доблесть и мужество |